# Breda Mod. 5C
La Breda 5C è stata la mitragliatrice media, adottata dal Regio Esercito ed impiegata nella Guerra di Etiopia e nella seconda guerra mondiale.

## Storia
La Breda 5C, insieme alla Fiat Mod. 26, venne progettata dalla Società Italiana Ernesto Breda per Costruzioni Meccaniche per sostituire la mitragliatrice SIA Mod. 1918. Nonostante i risultati non soddisfacenti di entrambe le armi durante le prove, furono comunque adottate dal Regio Esercito per far fronte alla grave carenza di armi automatiche. 
Assegnate alle truppe della Tripolitania, alcune decine di esemplari furono usati dai Meharisti durante la seconda guerra mondiale.
Armarono inoltre le autoblindo Fiat 611.

## Tecnica
L'arma aveva molte caratteristiche che poi saranno riprese nel fucile mitragliatore Breda Mod. 30. La canna era a cambio rapido e, tramite una maniglia in amianto, veniva sfilata, con una mezza rotazione, dal manicotto portacanna. Il funzionamento era a corto rinculo di canna con chiusura dell'otturatore ad alette e lubrificazione ad olio dei proiettili. Sparava ad otturatore chiuso. Posteriormente il castello terminava con le due manopole con pulsante di sparo ed il falso calcio di legno. L'alimentazione avveniva tramite un serbatoio sul lato destro, incernierato anteriormente. Per la ricarica, esso veniva ruotato anteriormente, vi veniva inserita la lastrina con 20 colpi, poi questa veniva ritratta lasciando i colpi nel caricatore, che veniva poi chiuso ruotandolo posteriormente. Il congegno di mira era ad alzo con cursore. Per il fuoco l'arma necessitava di un treppiedino da 2,860 kg, che fungeva anche da basto per il trasporto dell'arma.

## Altre versioni

### Breda 5G

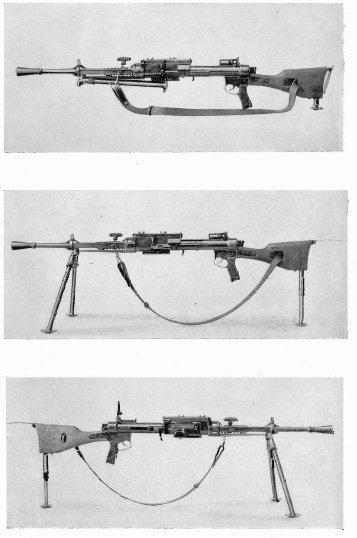
Fucile mitragliatore Breda Mod. 5G.

Si tratta della stessa arma, con identico funzionamento, ma adattata a fucile mitragliatore. Le manopole vengono sostituite da un calcio con puntale inferiore estraibile e con impugnatura a pistola con guancette in legno e grilletto. Il treppiedino viene eliminato e sostituito da un bipiede fissato al manicotto portacanna.